# Patrick Fenton
Patrick Fenton (* 19. August 1837 in London; † 22. August 1918 in Bexhill) war ein britischer römisch-katholischer Geistlicher und Weihbischof in Westminster.

## Leben
Patrick Fenton empfing am 22. September 1866 in der Kapelle des St. Edmund’s College in Ware durch den Erzbischof von Westminster, Henry Edward Manning, das Sakrament der Priesterweihe. Von 1882 bis 1887 war Fenton als Präsident des St. Edmund’s College in Ware tätig. Ab 1904 war er Generalvikar des Erzbistums Westminster.
Am 25. April 1904 ernannte ihn Papst Pius X. zum Titularbischof von Amyclae und zum Weihbischof in Westminster. Der Erzbischof von Westminster, Francis Alphonsus Bourne, spendete ihm am 29. Mai desselben Jahres in der Westminster Cathedral die Bischofsweihe; Mitkonsekratoren waren der Bischof von Nottingham, Robert Brindle, und der Weihbischof in Westminster, Algernon Charles Stanley.
Patrick Fenton wurde in der Kapelle des St. Edmund’s College in Ware beigesetzt.